# Llau de l'Obaga de Teresa
El barranc de la Molina és un barranc afluent de la Noguera Pallaresa. Discorre íntegrament pel terme de Conca de Dalt, al Pallars Jussà, però neix a l'antic terme d'Hortoneda de la Conca, i després davalla cap a l'antic municipi de Claverol. De fet, pel segon dels dos termes només hi fa uns quants metres. En el darrer tram fa de límit occidental de l'antiga Quadra de Llania.
Es forma en el Bosc de Llania, al vessant nord-oest del Cap del Bosc de Llania, al nord-est de la Molina, des d'on davalla cap a l'oest-nord-oest, per abocar-se en el barranc de la Molina a llevant del Pas del Bosc de Llania en uns 900 metres de recorregut.